# Anisothecium madagassum
Anisothecium madagassum är en bladmossart som beskrevs av Thériot 1930. Anisothecium madagassum ingår i släktet Anisothecium och familjen Dicranaceae. Inga underarter finns listade i Catalogue of Life.